# Фредерік Міттеран
Фредері́к Міттера́н (фр. Frédéric Mitterrand; 21 серпня 1947, Париж — 21 березня 2024) — державний і політичний діяч. Письменник, сценарист, продюсер та режисер документальних і художніх фільмів, міністр культури Франції (2009—2012).

## Біографія
Небіж 21-ого Президента Франції Франсуа Міттерана та армійського генерала авіації Жака Міттерана. Навчався в ліцеї Жансон-де-Саї в Парижі. Закінчив факультет історії і географії Паризького університету в Нантеррі. Закінчив Інститут Політехнічних Досліджень в Парижі. Не одружений, виховує трьох прийомних дітей.
Вперше з'явився на екрані в 1960 році, у віці 12 років, під ім'ям Фредерік Роберт у фільмі «Фортуна» (Fortunat) разом з такими акторами як Мішель Морган і Бурвіль. У 1968—1971 роках викладав історію та географію у двомовній приватній школі.
З 1971 року по 1986 рік очолював мережу, яка складалася з 14 артхаусних кінотеатрів (Olympic Palace (1971—1986), Entrepôt (1975—1986) та Olympic-Entrepôt (1977—1986)). Зняв чимало документальних фільмів про великих людей XX століття, а також кінофільми.
Продюсер телевізійних програм: Etoiles et toiles (1981−1986), Acteur Studio (1986—1987), Ciné-Fêtes (1984), Permission de minuit (1987—1988), Destins (1987—1988), Etoile Palace (1990), Du Côté de chez Fred (1988—1991), C'est votre vie (1993) і Les Amants du siècle(1993).
У 2002—2006 роках ведучий програм на Match TV та Pink TV. У 2003—2005 роках — режисер програм для TV5 international channel. Після тривалого співробітництва з радіостанцією Europe 1 продюсував програму «Çа me dit, I'après-midi» на радіостанції France Culture. У 1996—2002 роках генеральний комісар Французького сезону в Тунісі (1996), Року Марокко (1999) та Року Чехії (2002).
У 2001—2003 роках — президент комісії з фінансової підтримки виробництва кінематографічних робіт у Національному центрі кінематографії. З 2003 року — заступник генерального директора TV5. З 2008 року по 2009 рік — директор Французької академії у Римі. З 23 червня 2009 року — Міністр культури та комунікацій Франції.
Міттеран, який є відкритим бісексуалом, веде щомісячну колонку в часописі Têtu. Фредерік Міттеран також має туніське громадянство.

## Секс-скандал
У жовтні 2009 року висловився на підтримку кінорежисера Романа Полянського, заарештованого у Швейцарії за звинуваченням у сексуальних стосунках з 13-річною дівчинкою у 1977 році. Після цього сам Міттеран опинився у центрі скандалу, пов'язаного з тим, що у своїй книзі 2005 року «La Mauvaise Vie» («Погане життя») він писав про свої юнацькі роки, коли мав стосунки з хлопчиками у Таїланді.
Його зізнання викликали протести з боку націоналістів та соціалістів, які вимагали його відставки з посади міністра культури. 8 жовтня 2009, виправдовуючись в ефірі каналу TF1, Міттеран заявив: «Так, у мене були стосунки з хлопцями, і я це не приховую. Але, щоб не повернутися в камінний вік, не варто плутати гомосексуальність та педофілію. Я засуджую сексуальний туризм. Це сором. Я засуджую педофілію, в якій я ніколи не брав участі. Людям, які звинувачують мене в цьому, має бути соромно за те, що вони роблять».

## Фільмографія
- 1960 — Fortunat
- 1974 — Скажи це квітами / Dites-le avec des fleurs (Diselo con flores) — Клаус фон Эхренталь
- 1981 — Lettres d'amour en Somalie
- 1984 — Paris vu par… vingt ans plus tard
- 1995 — Мадам Баттерфляй / Madame Butterfly, кіноверсія опери Пуччіні — режисер
- 1997 — Mon copain Rachid
- 2001 — Le Fabuleux Destin d'Amélie Poulain

## Документальне кіно
Зняв два 10-ти годинних фільми про падіння монархій на початку XX століття:
- 1998 — Les Aigles foudroyés
- 2000 — Mémoires d'exil

а також різноманітні телевізійні програми, серед яких Tunis chante et danse та La délivrance de Tolstoï.

## Нагороди
- Кавалер ордену Почесного легіону
- Офіцер ордену «За заслуги»
- Командор ордену мистецтв і літератури
- Офіцер ордену мистецтв і літератури
- Орден Дружби (27 липня 2011, Росія) — за значний внесок у розвиток російсько-французького співробітництва

## Телевізійні нагороди
- Sept d'Or,
- Кінопремія Jean Louis Bory prize
- Премія Roland Dorgelès prize (радіо/телебачення).